# Amandla (fartyg)
S.A. Amandla är en sydafrikansk havsbogserare, som byggdes 1976 med specifikationer för att kunna vara havsbogserare och bärgare i de krävande vintervattnen utanför Godahoppsudden.
Amandla (zulu: "styrka") levererades som S.A. John Ross till South African Marine Corporation (Safmarine) i Kapstaden 1976 från varvet James Brown & Hamer i Durban. Systerfartyget S.A. Wolraad Woltemade levererades samma år från Robb Caledon Shipbuilders Ltd. på Victoria Shipyard i Leith i Storbritannien. De två fartygen var på sin tid världens största havsbogserare och hade ett pollaredrag på 187 ton vardera. Safmarine bildade med dessa två havsbogserare bärgningsdivisionen Saftug. År 1986 gick Saftug ihop med sydafrikanska "Land & Marine Salvage", ägt av byggnadsföretaget "Murray & Roberts", till samriskföretaget "Peninsula Towing" (Pentow Marine).
Smit Internationale köpte en majoritetsandel 1999 och blev senare helägare 2004. Företaget namnändrades till Smit Amandla Marine. S.A. John Ross och systerfartyget S.A. Wolraad Woltemade hade kontrakt med Sydafrikas transportministerium och South African Maritime Safety Authority (SAMSA) om att ett av dem skulle ligga i beredskap i Kapstadens hamn för sjöolyckor längs Sydafrikas kust. Det som var fritt disponibelt ingick i bogseringsalliansen Global Towing Alliance tillsammans med ... för bärgning och havsbogsering.
Wolraad Woltemade skrotades 2010 och Smit Amandla övergick 2017 med ägarbolaget till sydafrikanska African Marine Solutions (AMSOL) och namnändrades till Amandla.